# Senat von Mississippi

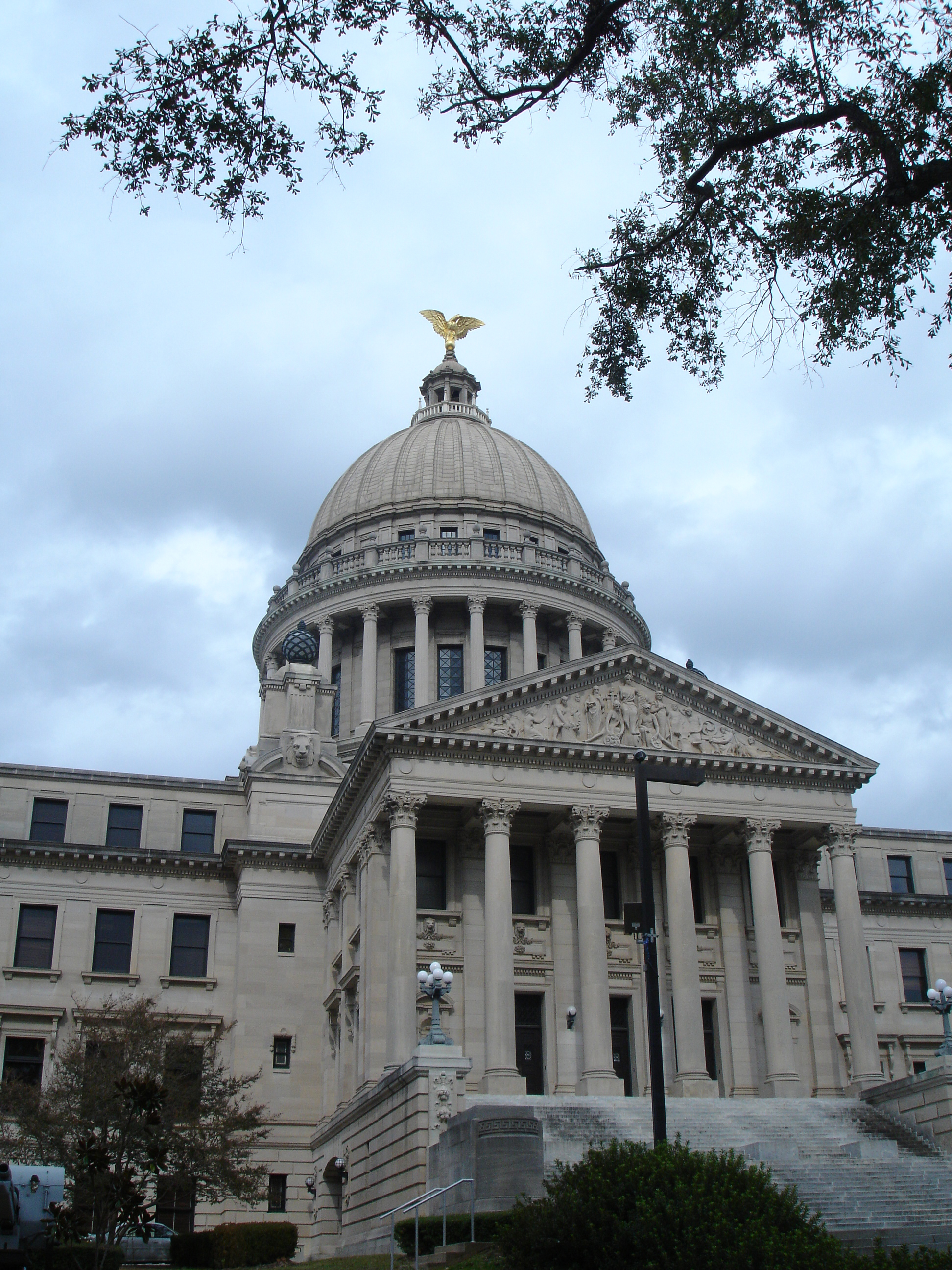
Mississippi State Capitol

Der Senat von Mississippi (Mississippi State Senate) ist das Oberhaus der Mississippi Legislature, der Legislative des US-Bundesstaates Mississippi.
Die Parlamentskammer setzt sich aus 52 Senatoren zusammen, die jeweils einen Wahldistrikt repräsentieren. Jede dieser festgelegten Einheiten umfasst eine Zahl von durchschnittlich 54.704 Einwohnern (Stand 2000). Die Senatoren werden jeweils für vierjährige Amtszeiten gewählt; eine Beschränkung der Amtszeiten existiert nicht. Der Sitzungssaal des Senats befindet sich gemeinsam mit dem Repräsentantenhaus im Mississippi State Capitol in der Hauptstadt Jackson.

## Aufgaben des Senats
Wie in den Oberhäusern anderer Bundesstaaten und Territorien sowie im US-Senat fallen dem Senat von Mississippi im Vergleich zum Repräsentantenhaus spezielle Aufgaben zu, die über die Gesetzgebung hinausgehen. So obliegt es dem Senat, Nominierungen des Gouverneurs in dessen Kabinett, weitere Ämter der Exekutive sowie Kommissionen und Behörden zu bestätigen oder zurückzuweisen.

## Verfassung von Mississippi
Entsprechend der gegenwärtigen Mississippi Verfassung von 1890 soll der Senat aus nicht mehr als 52 Abgeordneten bestehen, die für vierjährige Amtszeiten gewählt werden. Die Wahlen zum Senat sollen während der Parlamentswahlen am ersten Dienstag nach dem ersten Montag im November stattfinden.

## Struktur der Kammer
Präsident des Senats ist der jeweils amtierende Vizegouverneur von Mississippi. An Abstimmungen nimmt er nur teil, um bei Pattsituationen eine Entscheidung herbeizuführen. In Abwesenheit des Vizegouverneurs steht der jeweilige Präsident pro tempore den Plenarsitzungen vor. Dieser wird von der Mehrheitsfraktion des Senats gewählt und später durch die Kammer bestätigt. Im Vergleich zu anderen Unterhäusern sind die Machtbefugnisse des Präsidenten pro tempore eingeschränkt. Allein der Vizegouverneur hat die Befugnisse die Vorsitzenden und ihre Stellvertreter zu den verschiedenen Senatsausschüssen, unabhängig von der Parteigröße, zu ernennen. Derzeitiger Vizegouverneur und Senatspräsident ist der Republikaner Phil Bryant, Präsident pro tempore ist der Republikaner William Gardner Hewes.
Weitere wichtige Amtsinhaber sind der Mehrheitsführer (Majority leader) und der Oppositionsführer (Minority leader), die von den jeweiligen Parteiversammlungen gewählt werden.

## Zusammensetzung
| Partei   | Partei                 | Abgeordnete |
| -------- | ---------------------- | ----------- |
|          | Republikanische Partei | 27          |
|          | Demokratische Partei   | 25          |
| Summe    | Summe                  | 52          |
| Mehrheit | Mehrheit               | 2           |